# الفی اتکینز
الفی اتکینز (به انگلیسی: Alfie Atkins) که در زبان سوئدی آلفونس اُبِری (به سوئدی: Alfons Åberg) خوانده می‌شود، نام یک مجموعه کتاب کودکان است که گونیلا بریستروم، نویسندهٔ سوئدی، نوشته‌است. از سال ۱۹۷۲ تاکنون میلیون‌ها نسخه از این کتاب به فروش رفته و به ۲۷ زبان و ۱۰ گویش (از جمله فارسی) ترجمه شده‌است. بر اساس این کتاب‌ها مجموعه انیمه‌ای در ۱۶ قسمت ۱۰ دقیقه‌ای ساخته شده‌است.

## محتوا
الفی اتکینز پسربچه‌ای است که با پدرِ کمی سربه هوا و دست و پا چلفتی‌اش در حومهٔ شهر زندگی می‌کند. در این داستان‌ها الفی با انواع و اقسام موقعیت‌های عادی و روزمره مواجه می‌شود و از تک‌تک رویدادهای عادی زندگی لذت می‌برد. گاهی داستان به قلمرو فانتزی نزدیک می‌شود و شخصیت‌های خیالی و هیولاها وارد داستان می‌شوند.

## در ایران
در ایران، مجموعه تلویزیونی انیمهٔ الفی اتکینز، از کارتون‌های پرطرفدار دههٔ ۶۰ بود. ۲۶ جلد از کتاب‌های الفی اتکینز نیز به فارسی ترجمه شده‌است. ۴ جلد نخست از سوی انتشارات «هنرسرای اندیشه» در سال ۱۳۸۸ منتشر شد. در سال ۱۳۹۰ امتیاز چاپ مجدد این ۴ جلد و سایر کتاب‌های این مجموعه به نشر «آفرینشگر» واگذار شد. «شب بخیر الفی اتکینز»، «الفی اتکینز و دوست خیالی‌اش»، «تو ترسویی الفی اتکینز؟»، «بابایت چکار می‌کند الفی اتکینز؟»، «چه کسی الفی را نجات می‌دهد؟»، «خیلی زرنگی الفی اتکینز!»، «خوشحال باش الفی اتکینز!» و «زود باش الفی اتکینز!» عنوان ۸ کتابی‌ست که در آغاز با ترجمهٔ علی توکلی و نیلوفر نواری به فارسی منتشر شدند.

## کتاب‌ها
- شب به خیر، الفی اتکینز! (۱۹۷۲)
- مواظب باش، الفی اتکینز! (۱۹۷۳)
- زود باش، الفی اتکینز! (۱۹۷۵)
- الفی و دوست خیالی‌اش (۱۹۷۶)
- خیلی زرنگی، الفی اتکینز! (۱۹۷۷)
- الفی اتکینز و دیو (۱۹۷۸)
- کی الفی اتکینز را نجات می‌دهد؟ (۱۹۷۹)
- تو ترسویی، الفی اتکینز؟ (۱۹۸۱)
- شجاع باش، الفی اتکینز! (۱۹۸۲)
- تو شبح می‌بینی، الفی اتکینز (۱۹۸۳)
- خوش بگذره، الفی اتکینز (۱۹۸۴)
- الفی اتکینز با دخترها بازی نمی‌کند. (۱۹۸۵)
- امروز روز جشن است، الفی اتکینز (۱۹۸۶)
- روز به خیر آقا الفی شعبده‌باز (۱۹۸۷)
- الفی اتکینز دیگه می‌تونه گره بزنه (۱۹۸۸)
- بابات چی می‌گه، الفی اتکینز؟ (۱۹۸۹)
- باز هم هیولا، الفی اتکینز (۱۹۹۲)
- به بابات چه هدیه‌ای می‌دی الفی اتکینز؟ (۱۹۹۳)
- بابای الفی اتکینز چقدر خوبه (۱۹۹۷)
- ما یک دنیای نو می‌سازیم، الفی اتکینز (۱۹۹۸)
- کجایی، الفی اتکینز؟ (۲۰۰۳)
- به حرفم گوش کن، الفی اتکینز (۲۰۰۶)
- تو شاهی، الفی اتکینز؟ (۲۰۱۱)